# Зеленьки (Мядельський район)
Зеленьки (біл. вёска Зялёнкі) — село в складі Мядельського району Мінської області, Білорусь. Село підпорядковане Нарачанській сільській раді, розташоване в північній частині області.